# Koma (groupe)
Pour les articles homonymes, voir Koma.
Koma est un groupe de metal alternatif espagnol, originaire de Pampelune, à Navarre.

## Biographie
Leur première démo, publiée en 1995, est rapidement vendue rapidement à un millier d'exemplaires au total, et le groupe commence à jouer dans des bars et des centres sociaux avec Brigi au micro, autrefois à la batterie. En avril 1996, ils publient avec un album homonyme, au label GOR Discos, qui leur donne l'opportunité de commencer une tournée de 57 concerts pour le reste de l'Espagne à la fin de l'année.
Pendant qu'ils continuent à donner des concerts, ils enregistrent leur deuxième album studio, intitulé El Infardo, qu'ils publient en octobre 1997. Ils effectuent un total de 71 concerts sur une tournée qui dure d'octobre 1998 à janvier 1999.
En 1999, ils ont lancent leur prochain opus, El Catador de vinagre. Ils l'enregistrent aux studios Elkarlanean de Saint-Sébastien, et est produit par Miguel Aizpún. Le groupe gagne de l'expérience et des adeptes à travers le pays, et leurs albums sont de plus en plus diffusés, ils changent également de label et signent avec Locomotive Music. Après ces changements et une grande tournée, ils enregistrent leur quatrième album studio en l'an 2000 intitulé Criminal, grâce auquel ils participent à des festivals de rock tels que le Viña Rock 2001 et Machina 2001. 
Après plusieurs autres albums, le groupe publie un septième album studio, intitulé La Maldición divina, le 1er mars 2011. En novembre 2012, plusieurs mois après le départ de Brigi, le groupe annonce la fin des activités de Koma,.
Le 26 février 2018, le groupe annonce sur Facebook son retour pour une tournée dans l'année.

## Membres
- Brígido Duque - chant, guitare
- Rafael Redín - basse
- Natxo Zabala - guitare
- Juan Karlos Aizpún - batterie

## Discographie
- 1995 : Maqueta (Auto-édité)
- 1996 : Koma (GOR Discos)
- 1997 : El Infarto (GOR Discos)
- 1999 : El Catador de vinagre (GOR Discos)
- 2000 : Criminal (Locomotive Music)
- 2001 : Molestando a los vecinos (Locomotive Music)
- 2004 : Sinónimo de ofender (Locomotive Music)
- 2007 : Sakeo (Maldito Records)
- 2011 : La maldición divina (Maldito Records
- 2018 : La fiera nunca duerme (Auto-édité)
- 2024 : Una ligera mejoría antes de la muerte (Auto-édité)